# スカロ
スカロ（Skaro）は、イギリスのSFドラマ『ドクター・フー』に登場する架空の惑星。ダーレク族の故郷としてテリー・ネイションが製作した。
"The Daleks"（1963年 - 1964年）ではスカロはその惑星系における第12番惑星として描写され、「ダレク族の誕生」（1975年）では第7銀河に位置することが主張された。スカロにはFlidor、Falkus、Omega Mysterium という複数の衛星があり、特にFalkusはダーレク族の最後の希望として建造された人工天体である。Falkusと Omega Mysterium はビッグ・フィニッシュ・プロダクションのオーディオシリーズ "I, Davros" の "I, Davros: Innocence"（2006年）や "I, Davros: Purity"（2006年）で言及された。"Destiny of the Daleks"（1979年）ではモヴェラン人がスカロをD–5–Gamma–Z–Alphaと呼称している。

## 地理
BBCの "The Dalek Book"（1964年）には "The Dalography of Skaro" というタイトルの地図が収録されており、3つの大陸Dalazar、Darren、Daviusが図示されている。Dalazar大陸はスカロで最も生存可能な大陸とされており、亜熱帯気候であり、ダーレク族の都市もこの大陸に存在している。南東部にはMutations湖が位置し、南にはDrammankins山脈が東西の海岸まで大陸を横切るように連なっている。Dalazar大陸の北東部は陸橋でDarren大陸と繋がっている。Darren大陸はダーレク族がヒューマノイドからタコ型の生物に変容する原因となった中性子爆弾が炸裂した大陸であり、南北は「照射領域」山地で分断されている。第3の大陸であるDavius大陸は東西が「渦巻く水の川」で分断されており、そのうち東部がサール族の故郷である。地図上では5つの海が確認されており、具体的には滲みの大洋、酸の海、錆の海、蛇の海、そして陸地に囲まれた底なしの海である。他の重要な特徴としては滲みの大洋に位置する Island of Moving Mountains と「禁じられた島々」という名の諸島、そして錆の海に位置する Gushing Gold 島が挙げられる。
BBCの "The Dalek Outer Space Book"（1966年）では "The Strata of Skaro" というタイトルで外部の一部を切り取った図が掲載された。この図では「死の大洋」という海が追加されており、「禁じられた島々」の別名として「霧の島々」も紹介された。さらなる情報は1977年のダーレク記事 "The Dark Side of Skaro" で加えられ、水晶の大陸と蛇の島々、巨大な飛翔生物が生息する海上から突き出た数千本の岩柱の領域が言及された。他の地域には初期のダーレクの核兵器実験に使用された囚人の変異した子孫が暮らす監獄コロニーや、地表に近づいた生物を全て飲み込んで捕食する広大な生きた有機体と推察される The Swamp Lands が紹介されている。
他のスカロの地理的特徴はTV21のコミック・ストリップ "The Daleks"（1965年 - 1967年）で取り上げられた。"Duel of the Daleks" では酸の川と水銀の間欠泉が登場した。"Legacy of Yesteryear" ではTarranと呼ばれる砂漠地帯、火山平野、北極地域が描写された。このうち北極はダーレクの核実験で地軸が傾いて形成されたと説明されている。
"Remembrance of the Daleks" の小説版（1990年）によると、Mensvat Esc-Dalek と呼ばれるダーレクの都市が Vekis Nar-Kangji（剣の平野）に位置している。コンピューターゲーム "Doctor Who Adventure Game" の"City of the Daleks"（2010年）ではその都市はKaalannと呼称されている。

## 植物相
大多数のメディアでは、スカロは核兵器でほぼ全ての植物が枯死して荒地となり、ダーレクの都市の近くに石化森があるのみとして扱われている。
しかし例外もあり、運動能力を持つ大型のサボテンに似たVarga植物が囚人を痛めつける役割で点在している様子が "Mission to the Unknown"（1965年）で描写されている。Varga植物はスカロに自生していた生命体で、ダーレクによって意図的に突然変異させられ、衛兵として行動し、他の生命体がダーレクの活動を妨げないようにしている。Arkellis花は金属に芽生えることのできる希少かつ唯一の植物とされ、その樹液はゴールデン・エンペラー・ダーレクの外殻の構成要素に使用されている。TV21のコミック・ストリップ "The Daleks" では、特に水銀間欠泉沼地や変異した森林において密生した藪が描かれている。

## 動物相
『ドクター・フー』のテレビエピソードではスカロの野生動物は僅かしか登場しない。The Daleks では長い歯と尖った吻部としなやかな金属の皮膚を持った小型爬虫類の死体が発見され、初代ドクターはこの生物の体が磁場で維持されていると推測した。後にこの生物はサール族がマグネドン（Magnedon）と呼称した。光を発する2つの目と複数の触手を持つ生物もMutations湖に生息している様子が描写されている。"The Dalek Invasion of Earth"（1964年）では触手を持つSlytherと呼ばれる攻撃的な大型動物が登場した。この動物はブラック・ダーレクのペットと説明され、ダーレクの地雷作業のパトロールに使用された。「ダレク族の誕生」（1975年）には骨を砕くことのできる地面から生えた巨大な二枚貝が登場し、ダーレクによる遺伝子実験の産物と説明された。「ダーレク収容所」（2012年）ではダーレクの都市の残骸の背景を鳥のような生物の群れが飛翔している。
他のメディアでは追加の生物が登場した。"The Dalek Book" の "Dalography of Skaro" では核実験によりミミズ状生物が変異した巨大生物がDarren大陸の地下に生息しているとされる。同書の The Dalek Dictionary では、2つの声で歌う絶滅した鳥 "Lallapalange" とMutations湖に生息する双頭のウナギ "Urvacryl" も紹介されている。後にTV21の "The Daleks" では巨大なウナギ、翼を持たない水棲の双頭の大型ドラゴンTerrorkons、形を持たない砂の生命体が紹介されている。"The Dalek Outer Space Book" には "Sponge People" や赤い甲虫に似たSucker、触手を持つKrakis、名前のないリスのような動物といった地中生物が掲載されている。"Remembrance of the Daleks" の小説版では黄色と黒色の甲虫も言及されている。

## 知的生命体
"The Daleks" ではスカロに生息する2種のヒューマノイドの知的生命体が登場した。1つは教師や哲学者からなる種族のダル族、もう1つは戦士の種族のサール族である。核戦争で生じた放射線は両種族に影響を及ぼした。物語時点のサール族は金髪のコーカソイドに似た種族で、暴力を放棄して農耕生活を送っていた。対照的にダル族は攻撃的かつ排他的な性質を帯び、生存のために科学技術に依存して金属製の甲殻に身を包んだ醜悪な生物へ変異した。この変異した生物がダーレクとされた。
このダーレク族とサール族の進化は後に「ダレク族の誕生」で否定されており、「ダレク族の誕生」ではダーレク族はカレド族と呼ばれるヒューマノイドから進化したと説明された。カレド族とサール族は何世代にも亘る戦争を繰り広げており、度重なる核兵器と化学兵器の使用でスカロは荒廃していた。カレド族とサール族はそれぞれシェルターとして巨大なドームを建造したが、化学汚染と放射能汚染で変異した被害者たちは避難所から追放され地面を流離い歩くようになる。カレド族の科学者はスカロの有毒環境が遺伝子に変異を起こして変異体が誕生することに気付き、ダヴロスを筆頭に、変異を加速して良心・感情・情動の一切を取り払った究極のカレド族を生み出す計画を始動した。誕生した生命体は移動用装置に搭載され、ダヴロスによりダーレクと命名された。
TV Century 21 のコミック・ストリップではスカロの知的生命体について別の説明がなされている。第1の種族は背が低く肌が青い攻撃的なヒューマノイドのダーレク族、第2の種族は長身で容姿端麗で平和主義者のサール族であり、サール族は常にダーレク族の攻撃に怯えていた。サール族との戦争状態にあったダーレク族は核爆弾を製造して戦争を終結に導いたが、隕石群の衝突を受けて装置が爆発し、スカロの生物はほぼ全て絶滅に追いやられた。生き残って変異した1体のダーレクが大虐殺直前に開発していた戦争兵器のプロトタイプを奪い、それを移動用の防御甲冑として利用した。ヒューノマイドとして生き残っていた最後のカレド族の2人であったヤーヴェリングとゾルフィアンは、他に変異して生き延びていた仲間たちのために異動装置の量産を始めた。同書にはサール族についてこれ以上の言及がなく、核戦争で絶滅したことが示唆されている。
ビッグ・フィニッシュ・プロダクションのオーディオシリーズ "I, Davros" では、「ダレク族の誕生」の1000万年前にカレド族とサール族が分岐したことが説明されている。また、カレド族とサール族の戦争でカレド族により皆殺しにされた種族としてサロン族とダル族が登場する。

## 劇中世界での歴史
『ドクター・フー』のテレビ番組としての歴史は長く、数多くのプロデューサーや脚本家が交代しながら作品を継続させてきた。そのためエピソードごとにスカロの設定には食い違いが生じており、厳密に統一された年表を課すことは困難である。
スカロは「ダレク族の誕生」（1975年）でダヴロスがダーレク族を生み出した後、"The Daleks"（1963年 - 1964年）で舞台となり、"The Evil of the Daleks"（1967年）ではダーレク同士の内乱が勃発しダーレクの滅亡が描かれた。2代目ドクターはこれがダーレク族の最後であると結論した。
"Destiny of the Daleks"（1979年）は「ダレク族の誕生」の何世紀も後の時代を舞台にしており、放射能を持ち廃棄されたスカロにダーレクが戻って創造主ダヴロスを回収した。続編の "Revelation of the Daleks"（1985年）ではダーレクがスカロを再び領地にしている様子が描写され、スカロを統治する最高ダーレクが惑星ネクロスに異動してそこで新たにダヴロスが創設したダーレク軍を抹殺した。
クラシックシリーズでの最後のスカロの登場 "Remembrance of the Daleks"（1988年）で、7代目ドクターがダヴロスと肯定ダーレクを罠に嵌め、ガリフレイ人の時空移動実験を再現するため、"オメガの手"と呼ばれるタイムロードの装置をスカロの恒星で使用させた。しかしドクターが装置を妨害したことで恒星は超新星と化し、スカロは完全に消滅した。
1996年のテレビ映画版『ドクター・フー』では冒頭で僅かにスカロが映っている。劇中ではマスターの裁判がスカロで行われたことが示唆されているが、先述のスカロ消滅への言及はなされなかった。この矛盾は小説 "War of the Daleks"（1997年）で説明されており、"Remembrance of the Daleks" の終盤でダーレクはあらかじめスカロに似せてテラフォーミングしていた別の惑星アンタリンを用意し、ダヴロスとドクターにスカロではなくアンタリンを破壊させていたとされた。また、同作は "Destiny of the Daleks" の舞台もスカロではなくアンタリンに設定した。
『ドクター・フー』新シリーズでは、スカロはダーレク四人衆の正体が明かされた「永遠の別れ」（2006年）で初めて名前が言及され、「ダーレク・イン・マンハッタン」（2007年）では四人衆の一員であるダーレク・カーンの口からタイム・ウォーで破壊されたことが告げられた。後に「ダーレク収容所」（2012年）では11代目ドクターがスカロを訪れた。描写されたスカロは廃墟と化した摩天楼が聳え、嵐が吹き荒れている空は赤くなっていた。これはコンピューターゲーム "City of the Daleks" に登場したタイム・ウォー後のスカロの姿や、"Doctor Who Annual 2006" に掲載されているタイム・ウォーの最後にスカロが荒廃したというラッセル・T・デイヴィスの主張とも一致する。
スカロは「魔術師の弟子」と「魔法使いの友」（2015年）にも登場し、ダーレク族を自らの子と称して彼らに見守られながら死ぬことを選んで帰還したダヴロスの様子や、「ダレク族の誕生」よりも過去にあたる戦時中の少年ダヴロスの様子が描写された。本作でダヴロスがスカロを再建したことが明かされた。
"The Dalek Outer Space Book"（1967年）には "The Evolution of Skaro" というタイトルのチャートが掲載されており、ダーレク族の出現に至るまで様々な地質時代を通じたスカロの歴史が辿られている。

## その他の登場
スカロはピーター・カッシング主演の映画『Dr.フー in 怪人ダレクの惑星』（1965年）の舞台にもなった。この映画ではスカロという名前は登場しなかったが、『地球侵略戦争2150』（1966年）で遡及的にスカロであることが確かめられた。
ビッグ・フィニッシュ・プロダクションのオーディオシリーズ "The Mutant Phase"（2000年）、"Davros"（2003年）にもスカロは登場した。また  "I, Davros"（2006年）ではダーレクの創造に繋がるダヴロスの人生に焦点が当てられており、スカロが重要な舞台となった。
スカロは "Doctor Who: The Adventure Games" ではエピソード "City of the Daleks" で登場した。このゲームはダーレクがスカロをタイム・ウォーから除外して破滅を回避しようとし、11代目ドクターが彼らの計画を妨害して正しい時間軸の維持に走る。2010年4月に当時『ドクター・フー』のエグゼクティブ・プロデューサーであったピアーズ・ウェンガーは、このゲームが『ドクター・フー』のエピソードの構成要素であり、かつ同作のユニバースの一部である、と主張した。
2020年には、スカロはBBCがYouTubeチャンネルで公開したシリーズ "Time Lord Victorious!" の五部作CGアニメ Daleks! にも登場した

## ロケ地
「ダレク族の誕生」でのスカロの屋外のシーンはイングランドのサリーに位置するベッチワース採石場で、"Destiny of the Daleks" ではドーセットのウィンスピット採石場で、「魔術師の弟子」と「魔法使いの友」ではスペインのカナリア諸島テネリフェ島で撮影された。